# Ellesse Andrews
Ellesse Andrews (Christchurch, 31 december 1999) is een Nieuw-Zeelands baanwielrenner. Op de Olympische Zomerspelen 2020 in Tokio won ze een zilveren medaille op het onderdeel keirin.

## Achtergrond
Ellesse Andrews werd geboren in Christchurch en groeide op in Wanaka. Ze komt uit een sportfamilie. Haar vader Jon Andrews is een voormalig professioneel baanwielrenner en olympisch deelnemer in 1992 en haar moeder Angela Mote-Andrews is een voormalig professioneel mountainbikester. Ze heeft nog een jongere zus, Zoe. Andrews ging naar de middelbare school in Cambridge, Nieuw-Zeeland.

## Biografie
Andrews begon op haar veertiende aanvankelijk met mountainbiken, maar stapte al snel over naar het baanwielrennen. In 2016 deed ze voor het eerst mee aan de wereldkampioenschappen junioren in Aigle, Zwitserland en won daarbij direct eenmaal goud (teamsprint) en eenmaal brons (achtervolging). Op de WK junioren van 2017 in Montichiari, Italië stond Andrews nu bij de achtervolging op de hoogste trede, opgevolgd door een zilveren plak met de ploegenachtervolging. Daarna legde ze zich toe op de sprintonderdelen van het baanwielrennen. Bovendien heeft ze twee gouden medailles behaald op de Oceanische kampioenschappen baanwielrennen. In 2017 werd ze nationaal kampioen junioren op de weg.
Tijdens de Olympische Zomerspelen 2020 in 2021 in Tokio deed ze mee aan het individuele sprinttoernooi, waar ze in de tweede ronde van de Oekraïense Olena Starikova verloor. Daarna won ze een herkansing, maar in de derde ronde verloor ze opnieuw, van Kelsey Mitchell uit Canada, waarna ze een tweede herkansing van de Chinese Zhong Tianshi en Starikova verloor en definitief uitgeschakeld was. Op het onderdeel keirin werd ze na de eerste rit opnieuw veroordeeld tot de herkansingen, waarin ze kon doorstoten naar de kwartfinale. Uiteindelijk stootte ze door naar de finale. In de finale kwam ze als tweede over de streep en won ze daarbij een zilveren medaille achter de Nederlandse Shanne Braspennincx en voor de Canadese Lauriane Genest.
In 2023 won ze haar eerste medailles op de Wereldkampioenschappen baanwielrennen. Ze won een gouden medaille op het onderdeel keirin en een bronzen medaille op het onderdeel sprint.

## Palmares
| Jaar        | NK                                        | OK                                   | WK                         | Overige                                                                 |             |
| Als juniore | Als juniore                               | Als juniore                          | Als juniore                | Als juniore                                                             | Als juniore |
| ----------- | ----------------------------------------- | ------------------------------------ | -------------------------- | ----------------------------------------------------------------------- | ----------- |
| 2016        | ploegenachtervolging                      |                                      | teamsprint · achtervolging |                                                                         |             |
| 2017        | achtervolging · 500m tijdrit · teamsprint |                                      | achtervolging              |                                                                         |             |
| Als elite   |                                           |                                      |                            |                                                                         |             |
| 2015        |                                           | ploegenachtervolging                 |                            |                                                                         |             |
| 2016        |                                           |                                      |                            |                                                                         |             |
| 2017        |                                           |                                      |                            |                                                                         |             |
| 2018        |                                           | achtervolging · ploegenachtervolging |                            |                                                                         |             |
| 2019        | keirin                                    | keirin · teamsprint · 500m tijdrit   |                            |                                                                         |             |
| 2020        | sprint                                    |                                      |                            |                                                                         |             |
| 2021        | sprint · 500m tijdrit · keirin            |                                      |                            | Olympische Spelen: · keirin                                             |             |
| 2022        | keirin                                    | keirin · sprint · teamsprint         |                            | Gemenebestspelen: · keirin · sprint · teamsprint · ploegenachtervolging |             |
| 2023        |                                           | sprint · keirin · teamsprint         | keirin · sprint            |                                                                         |             |
| 2024        |                                           |                                      |                            | Olympische Spelen: · keirin · sprint · teamsprint                       |             |

2012: Victoria Pendleton · 
2016: Elis Ligtlee · 
2020: Shanne Braspennincx · 
2024: Ellesse Andrews
1988: Erika Salumäe ·
1992: Erika Salumäe ·
1996: Félicia Ballanger ·
2000: Félicia Ballanger ·
2004: Lori-Ann Muenzer ·
2008: Victoria Pendleton · 
2012: Anna Meares · 
2016: Kristina Vogel · 
2020: Kelsey Mitchell · 
2024: Ellesse Andrews